# RCA Records
RCA Records — один из звукозаписывающих лейблов компании Sony Music Entertainment, основанный в 1901 году. Объединяет три лейбла — RCA Records (рок-музыка, поп-музыка, кантри), RCA Victor (бродвейские мюзиклы, блюз, музыка народов мира, джаз), RCA Red Seal (классическая музыка).

## История
В 1929 году Радиокорпорация Америки (RCA) приобрела Victor Talking Machine Company, на тот момент самый большой производитель фонографов (включая «Виктрола») и записей для них. Компания стала называться RCA-Victor. С Victor RCA приобрела права на использование известной торговой марки Nipper на территории Нового Света. В китайском Шанхае RCA-Victor был главным конкурентом Baak Doi.
В 1931 году британский филиал RCA Victor — Gramophone Company — слился с Columbia Graphophone Company, образовав компанию EMI. Это дало главе RCA Дэвиду Сарноффу место в управлении EMI. Тогда же RCA Victor разработал и выпустил в продажу первую запись на диске 33⅓ оборотов в минуту. В отличие от послевоенных пластинок на 33⅓ оборотов в минуту, они не имели «микроуглублений», а использовали стандартный размер углубления, идентичный современным дискам на 78 оборотов в минуту. Формат был коммерческим провалом в разгар Великой депрессии, частично потому, что оборудование для записи и воспроизведения были дороги. Система была выведена с рынка приблизительно через год. Это была не первая коммерческая попытка создания долгоиграющего формата записей, в предыдущем десятилетии Edison Records продавал диски, записанные вертикально микроуглублением, время воспроизведения — 20 минут на сторону, долгоиграющие пластинки Эдисона тоже оказались коммерческим провалом.
В течение Второй мировой войны связи между RCA и его японским филиалом JVC были разорваны. Японская записывающая компания Victor Entertainment осталась дочерним отделением JVC.
С 1942 по 1944 год лейбл RCA Victor подвергся серьёзному удару со стороны Американской федерации музыкантов из-за звукозаписывающего бойкота. Практически все музыканты союза не могли сделать запись в течение того периода. Одним из немногих исключений была возможность выпуска записей выступлений Симфонического оркестра NBC с Артуро Тосканини. RCA «потеряла» в тот период Филадельфийский оркестр; в то же время Columbia Records быстро уладила отношения с союзом и Юджином Орманди, и филадельфийцы подписали новый контракт с Columbia, где начали делать записи в 1944 году.
В 1949 году лейбл RCA-Victor разработал и выпустил первую запись на пластинке 45 оборотов в минуту, ответив на долгоиграющие (LP) пластинки 33⅓ оборотов в минуту, выпущенные CBS/Columbia. 45-оборотная запись стала стандартом для поп-синглов с временем проигрывания, равнозначным 10-дюймовым 78-оборотным дискам (меньше четырёх минут на каждую сторону). Однако компания RCA также выпустила несколько «мини-альбомных» (EP) дисков с временем проигрывания до 10 минут, преимущественно для классических записей. Одним из первых 45-оборотных EP был диск Артура Фидлера и Бостонского Попс Оркестра, включавший «Славянский марш» Чайковского.
В 1950 году, поняв, что формат LP компании Columbia стал успешным, а RCA потеряла долю на рынке, RCA Victor также начал выпускать LP. Среди первых выпущенных RCA LP-записей было исполнение «Gaite Parisienne» Жака Оффенбаха Артуром Фидлером и Бостонским Попс Оркестром, которое было записано в Boston Symphony Hall 20 июня 1947 года; в каталоге ей дали номер LM-1001. Популярные альбомы выпускались с префиксом «LPM.» Позже, в 1958 году лейбл RCA выпускал классические стереоальбомы с префиксом «LSC.», а популярные стереоальбомы выпускались с префиксом «LSP.»
В 1950-х годах у RCA было три дочерних лейбла: «Groove», «Vik» и «X». Лейбл «X» был основан в 1953 и переименован в «Vik» в 1955 году. Лейбл «Groove», основанный в 1954 году, специализировался на ритм-н-блюзе.
В течение 1940-х и 1950-х годов RCA конкурировал с Columbia Records. Много записей было сделано с Симфоническим оркестром NBC, обычно под управлением Артуро Тосканини; иногда RCA использовал записи радиоконцертов. Оркестр NBC, распавшийся в 1954 году, был реорганизован в Symphony of the Air и продолжил делать записи для RCA, так же как и для других лейблов, в основном, с Леопольдом Стоковским. RCA также выпустила несколько записей с Victor Symphony Orchestra, позже переименованным в RCA Victor Symphony Orchestra, в который были привлечены разные музыканты из Филадельфии и Нью-Йорка, а также члены Symphony of the Air. К концу 1950-х годов у RCA было меньше контрактов с престижными оркестрами, чем у Columbia: RCA записывала Чикагский симфонический оркестр и Бостонский симфонический оркестр, в то время как у Columbia были Кливлендский оркестр, Филадельфийский оркестр, и Нью-Йоркский филармонический оркестр.
В феврале 1954 года RCA сделал свои первые стереофонические записи, записав Бостонский симфонический оркестр под управлением Шарля Мюнша, исполнивший «Проклятие Фауста» Гектора Берлиоза. С этого началась практика одновременной записи оркестров со стереофоническим и монофоническим оборудованием. Другая ранняя стереозапись была сделана Артуро Тосканини и Гвидо Кантелли с Симфоническим оркестром NBC, Бостонским Попс Оркестром под управлением Артура Фидлера, и Чикагским симфоническим оркестром под управлением Фрица Рейнера. Сделанные специальным трёхдорожечным магнитофоном и тремя микрофонами, эти записи были первоначально выпущены на специальных стереофонических катушечных лентах и затем, начиная с 1958 года, на виниловых долгоиграющих пластинках с эмблемой «Живой стереозвук». Sony BMG продолжило переиздавать эти записи на CD.
В сентябре 1954 года RCA ввела формат пластинки «Gruve-Gard», у пластинок центр и край диска были толще, чем область проигрывания, тем самым сократив шарканье во время хранения и при использовании на вертушках с переключателем записей. Большинство конкурентов RCA Victor Records быстро приняли новую идею.
Стереоальбомы Тосканини (последние два концерта с Симфоническим оркестром NBC), однако, никогда не выпускались RCA. Music and Arts выпустила их на CD в 1987 и 2007 годах соответственно.
В 1955 году RCA выкупила контракт на запись Элвиса Пресли у Sun Records за астрономическую в то время сумму в 35 тыс. долларов. Пресли стал самым коммерчески успешным исполнителем у RCA.
В 1957 году RCA закончила 55-летнее сотрудничество с EMI и подписала договор на дистрибуцию с Decca Records, что заставило EMI приобрести Capitol Records. Лейбл Capitol тогда стал главным дистрибьютером записей EMI в Северной и Южной Америке, в то время как RCA распространяла его записи через Decca в Великобритании на лейблах RCA и RCA Victor с логотипом светящегося болта вместо логотипа His Master's Voice Nipper (который с 2003 года стал принадлежать HMV Group plc в Великобритании после того как EMI передал ей собственность торговой марки). RCA наладила свою собственную дистрибуцию в Великобритании в 1971 году.
Также в 1957 году RCA открыла студию звукозаписи в Нэшвилле (Теннесси), которая записывала хит за хитом для RCA в течение 20 лет. Впоследствии студия была открыта для экскурсий как RCA Studio B.
В 1963 году RCA ввела технологию «Dynagroove», которая добавила компьютерную технологию к процессу записи диска для улучшения воспроизведения звука.
В сентябре 1965 года, RCA и Lear Jet Corp. объединили усилия для выпуска стереофонических 8-трековых музыкальных кассет (Stereo-8), которые были впервые использованы в серии автомобилей Форд 1966 года и были популярны в течение конца 1960-х и 1970-х годов.
В конце 1968 года RCA модернизировал свой имидж новым футуристическим логотипом и виртуальным «увольнением Виктора и Ниппера». Фон этикеток, который всегда был чёрным, был заменён на ярко-оранжевый (позже, в начале 1970-х, стал коричневым). С 1976 года RCA Records вернул изображение пса перед граммофоном на большинство этикеток в тех странах, где компания имела права на торговую марку Nipper. «Затемнённый» логотип, использовавшийся на альбомах RCA «Живой стереозвук», был возвращён в 1990-х годах для серии CD, посвящённых историческим трёхдорожечным стереофоническим записям.
RCA также выпустил несколько альбомов с бродвейскими мюзиклами, такими как «Питер Пэн» с участием Мэри Мартин, «Чёртовы янки», «Хелло, Долли!», «Оливер!» и «Скрипач на крыше»; запись проходила в Линкольн-центре. Они также отвечали за саундтреки к фильмам «Исход» и «Звуки музыки». Альбом с музыкой из фильма с Джули Эндрюс стал одним из самых продаваемых саундтреков всех времён. RCA также издал оригинальный саундтрек к мюзиклу «Волосы».
В конце 1969 году RCA выпустил очень тонкий, лёгкий виниловый LP, известный как «Dynaflex». Этот тип изготовления претендовал на то, чтобы преодолеть искажения и другие проблемы обычного метода, но на рынке обрёл противоречивую репутацию.
В сентябре 1970 года RCA представил первые квадрофонические 4-канальные 8-дорожечные ленточные картриджи («Quad-8», позднее — просто «Q8»). Позже RCA начал выпускать квадрофонические виниловые записи, в первую очередь классической музыки, в формате «CD-4 Quadradisc», разработанном JVC. Для этого формата требовались специальный картридж с частотным откликом ±1 дБ на каждые 50 кГц, демодулятор, декодировавший разницу между фронтальным и тыловым каналами с 30 кГц поднесущей, четырёхканальный усилитель и четыре разных громкоговорителя. И «Quad-8», и «CD-4» были по-настоящему дискретными квадрофоническими системами 4-4-4. С тех пор как Columbia представила свою псевдоквадрофоническую систему, «SQ», с электронным кодированием, для которой также требовались «декодер», специальный усилитель и четыре громкоговорителя, системы стали конкурировать и были совершенно несовместимы. Лейблы Warner Music приняли формат «Quadradisc», но RCA и Columbia через несколько лет отказались от квадрофонической записи; некоторые сессии RCA позднее были заново сведены в Dolby и выпущены на CD. Они включали серию альбомов Charles Gerhardt, посвящённых композиторам классических фильмов Эриху Корнгольду, Альфреду Ньюману, Дмитрию Тёмкину, Максу Стайнеру, Францу Вахсману и другим, и исполненных National Philharmonic Orchestra в лондонском Kingsway Hall.
В 1983 году Bertelsmann продал RCA 50 % акций Arista Records. В 1985 году Bertelsmann и RCA сформировали совместное предприятие, названное RCA/Ariola International.
Когда в 1986 году General Electric приобрела RCA, компания продала 50 % своей доли в RCA/Ariola International своему партнёру Bertelsmann, и компания была переименована в BMG Music. BMG вернула логотип с молнией, чтобы ясно дать понять, что RCA Records, как и другие подразделений RCA, которые General Electric продала или закрыла, более не находятся в совместной собственности. Единственным подразделением RCA, которое сохранила General Electric, была National Broadcasting Company. BMG также возродила лейбл «RCA Victor» для музыкальных жанров, кроме кантри, поп- и рок-музыки.
В 2004 году BMG и Sony слили свои музыкальные холдинги в совместное предприятие, названное Sony BMG. В 2006 году Sony BMG объединил свои бродвейские музыкальные лейблы, включая RCA Victor в новый Masterworks Broadway Records. В 2008 году Sony выкупила у Bertelsmann 50 % акций совместного предприятия и переименовала Sony BMG в Sony Music Entertainment.

## Список исполнителей[7]
- Doja Cat
- Zayn Malik
- MØ
- Lisa (LLOUD)
- Autograph
- SZA
- ASAP Rocky
- Isabel LaRosa (EN)
- Britney Spears
- Майли Сайрус (до 2021 года)
- Кристина Агилера
- LATTO
- Хилари Дафф
- Дэвид Боуи (до 1983 года)
- Келли Кларксон
- Натали Имбрулья
- Аврил Лавин
- Элвис Пресли
- Тито Пуэнте
- Pentatonix
- G-Eazy
- Shakira
- ElyOtto
- T-Pain
- Джастин Тимберлейк
- Chris Brown
- Backstreet Boys
- Делла Риз
- Kings Of Leon
- Kesha
- Mr. Mister
- Hurts
- The Strokes
- New Politics
- Westlife
- Scorpions
- Three Days Grace
- Келли Коффи
- Шарлотта Мартин
- Bullet for My Valentine
- Ska-P
- Kid Ink
- Jimmy Eat World
- Foxes
- ASAP Ferg
- Foo Fighters
- Becky G
- Neon Jungle (до 2015 года)
- Nothing but Thieves
- Брук Кэнди
- BROCKHAMPTON
- Mikolas Josef
- Tinashe (до 2018 года)
- Little Mix
- Citizen Queen
- Джейкоб Сарториас
- Freddie Dredd
- ATEEZ (KQE)
- Riize (SME)
- Bryson Tiller
- H.E.R
- Baccara

В 1977 году фирмой RCA Victor была выпущена пластинка с записями песен Владимира Высоцкого.